# Germans Serapion
Els Germans Serapion (o Fraternitat Serapion, rus: Серапионовы Братья) fou un grup d'escriptors format a Petrograd, RSFS de Rússia el 1921. El grup va rebre el nom d'un grup literari, Die Serapionsbrüder (Els germans de Serapió), format al voltant de l'escriptor romàntic alemany E.T.A. Hoffmann, autor d'un volum de contes homònim.

## Orígens
Els membres de l'associació eren Lev Lunts, Ilià Grúzdev, Mikhaïl Zósxenko, Veniamín Kaverin, Nikolai Nikitin, Mikhaïl Slonimski, Ielizaveta Polónskaia, Konstantín Fedin, Nikolai Tíkhonov i Vsévolod Ivànov. Al començament de l'existència del grup, entre els seus membres hi havia Vladímir Pózner que aviat va marxar de Rússia amb els seus pares i va perdre el contacte amb els "Germans Serapion". La composició "canònica" del grup es troba capturada en una fotografia de 1921.
La menció a Akhmatova, Xklovski i altres autors que no formaven part oficialment del grup s'explica pel fet que els joves escriptors tenien molts amics i coneguts de pensament similar, molts dels quals assistien regularment a les reunions dels Serapion, i participaven en la discussió de noves obres. En no ser "seraponistes" en el sentit ple de la paraula, no eren "convidats", ja que eren anomenats persones "casuals" o no gaire properes al grup, que eren autoritzades a assistir a reunions públiques (de vegades se celebraven reunions en un cercle restringit, on només hi eren presents "germans").
El grup es va formar durant els estudis universitaris dels seus membres i de les conferències que celebraven Iuri Tiniànov, Ievgueni Zamiatin (l'assaig de 1922 del qual "Els germans Serapion" dona a conèixer l'estil primerenc de diversos dels seus membres), i Kornei Txukovski a la Casa de les Arts de Petrograd. El grup es va formar oficialment durant la primera reunió de l'1 de febrer de 1921, i els seus membres es reunien regularment cada dissabte a la Casa de les Arts.
El grup finalment es va dissoldre diversos membres es van traslladar a Moscou i es van convertir en escriptors oficials del règim soviètic, mentre que d'altres, entre ells Zósxenko, van romandre a Petrograd (Leningrad) o van emigrar de la Rússia soviètica. Hongor Oulanoff va escriure: “Els germans Serapion no van establir cap escola literària. De fet, com ho demostren el Manifest de Serapion i les obres de Fedin, la Germandat tampoc no tenia intenció d'establir una escola."

## Ievgueni Zamiatin i els Germans Serapion
Ievgueni Zamiatin es va associar amb els Germans Serapion el 1921, quan va ser nomenat professor a la Casa de les Arts (Dom Iskusstv), on vivien i estudiaven els membres del grup serapionista. L'institut es trobava en un prestigiós edifici de l'Avinguda Nevski, a l'antic palau del governador de la regió de Sant Petersburg. Els escriptors, inclosos els serapionistes, van ocupar l'ala del palau a la vora del riu Moika. Aquesta ubicació va inspirar inicialment l'expressió Dom na naberejnoi ("Casa del terraplè"). Zamiatin i altres escriptors hi vivien com una petita comunitat d'intel·lectuals; el seu estil de vida i l'ambient artístic es va descriure més endavant a les memòries i cartes dels membres d'aquest grup.
Aleshores, Zamiatin criticava sense por la política soviètica del Terror Roig. Ja havia acabat d'escriure la novel·la Nosaltres i estava treballant com a editor, juntament amb Maksim Gorki, en el projecte "Literatura universal". Xklovski i Kaverin van descriure les conferències de Zamiatin com a provocadores i estimulants. No obstant això, la famosa afirmació de Zamiatin segons la qual "la literatura real només pot ser creada per ximples, ermitans, heretges, somiadors, rebels i escèptics" fou llargament malentesa. El grup dels germans Serapion es va mantenir neutral i es va retirar i va acabar passant a la literatura experimental i més innovadora. Zamiatin es va desil·lusionar amb els ensenyaments promoguts pels serapionistes i va abandonar el grup.

## Iuri Tiniànov i els serapionistes
Iuri Tiniànov va coordinar els estudis i publicacions dels germans Serapion des que els va conèixer a la Casa de les Arts de Sant Petersburg. Va donar suport al seu suau inconformisme i a la seva silenciosa oposició a la literatura soviètica promoguda per les autoritats del règim de Moscou. Irònicament, molts dels serapionistes van fer carrera després a Moscou, com a membres de la Unió d'Escriptors Soviètics.
La majoria dels membres del grup dels germans Serapion van anar conformant progressivament el realisme socialista promogut pel règim soviètic.

## Kornei Txukovski i els serapionistes
Kornei Txukovski va celebrar conferències a la Casa de les Arts, juntament amb Zamiatin i Tiniànov. Els germans Serapion van assistir a la majoria dels seminaris dels tres conferenciants, tot i que fos per poc temps. Finalment, alguns dels membres del grup "Germans Serapion" van seguir Txukovski fins a Moscou. Allà van continuar la seva carrera sota la seva orientació i es van adherir a la política cultural del realisme socialista. La seva filla, Lídia Txukóvskaia, i Ievguenia Lunts, la germana de Lev Lunts, eren bones amigues de l'escola fins que la família Lunts es va traslladar a Hamburg, on va morir Lev Lunts el 1924.

## Lev Trotski i els Germans Serapion
Lev Trotski va fer una breu anàlisi de la Fraternitat de Serapion al segon capítol del llibre Literatura i revolució (1924). Trotski caracteritza el grup com a joves ingenus; no està segur del que es podria dir de la seva maduresa literària. Trotski va escriure que la formació del grup hauria estat impossible si no s'hagués produït la Revolució. Va desautoritzar la seva suposada neutralitat política. "Com si un artista pogués ser mai "sense tendència", sense una relació definitiva amb la vida social, encara que no estigui formulat ni expressat en termes polítics. És cert que la majoria dels artistes formen la seva relació amb la vida i les seves formes socials durant el període de la vida biològica d'una manera imperceptible i molecular i gairebé sense la intervenció de la raó crítica.” Amb tot i això, només dos anys després de la seva fundació, va admetre que la seva anàlisi difícilment era definitiva:: "Per què els releguem a ser "companys de viatge" nostres ? Perquè es dediquen completament a la Revolució, perquè aquesta connexió encara no està formada amb precisió, perquè són tan joves i perquè no es pot dir res definitiu sobre el seu futur."

## Maksim Gorki i els Germans Serapion
La majoria dels membres de la Germandat no tenien ingressos regulars i sovint passaven gana i anaven mal vestits. Vivien del suport financer que proporcionava Maksim Gorki, tot i que el grup considerava que la novel·la realista estava antiquada i, per tant, criticaven els escrits del seu benefactor.